# Arab személyragok
A klasszikus arab nyelv kétféle személyragot ismer: egy igékhez kapcsolódó tárgyi és egy névszókhoz kapcsolódó birtokos személyragkészletet. A két kategória személyragjai jórészt egybeesnek, ezért a hagyományos arab nyelvészet nem tesz köztük különbséget, és mindkettőt „kötött személyes névmás” (ضمير متّصل – ḍamīr muttaṣil) névvel illeti, mivel a birtokos és tárgyi helyzetben lévő „önálló” személyes névmást helyettesítik.

## Tárgyi személyragok
| Személy | Egyes szám | Kettős szám | Többes szám | Nem |
| ------- | ---------- | ----------- | ----------- | --- |
| 1.      | ني [-nī]   | نا [-nā]    | نا [-nā]    | m.  |
| 1.      | ني [-nī]   | نا [-nā]    | نا [-nā]    | f.  |
| 2.      | كَ [-ka]    | كما [-kumā] | كم [-kum]   | m.  |
| 2.      | كِ [-ki]    | كما [-kumā] | كنّ [-kunna] | f.  |
| 3.      | ه [-hu]    | هما [-humā] | هم [-hum]   | m.  |
| 3.      | ها [-hā]   | هما [-humā] | هنَّ [-hunna] | f.  |

### Használatuk
A tárgyi személyragokat tárgyas igékhez kapcsoljuk olyan esetekben, amikor az ige tárgyát magyarul a személyes névmás tárgyragos alakjával fejeznénk ki. Pl.: megütötte őt = ḍaraba (ضرب) + hu (ه) → ḍarabahu (ضربه); megöljük kettejüket = naqtulu (نقتل) + humā (هما) → naqtuluhumā (نقتلهما).
Megjelenésük esetén a befejezett igealakok többes számú, harmadik személyű, hímnemű alakjának végén látható, egyébként nem ejtett alif (ا) eltűnik. Pl.: megitták = šaribū [شربوا] + hu [ه] → šaribūhu [شربوه]. A befejezetlen alakoknál a legtöbb -n végződés esik ki tárgyi személyrag kapcsolódása esetén (E/2 nőnem, az összes kettős számú alak, T/2 és T/3 hímnem). Pl.: ők ketten vernek téged = yaḍribāni (يضربان) + ka (ك) → yaḍribāka (يضرباك).
A -hu szótaggal kezdődő személyragok (E/3 hímnem, K/3, T/3 hím- és nőnem) sajátossága, hogy i/ī és y környezetében a szótag magánhangzója i-re változik. Pl.: Dobd el őket! = irmi (ارم) + hunna (هُنّ) → irmīhinna (ارميهِنّ).

## Birtokos személyragok
A birtokos személyragok csak annyiban térnek el a tárgyi személyragokról, hogy az egyes szám, első személyű alakból hiányzik a n.
| Személy | Egyes szám | Kettős szám | Többes szám | Nem |
| ------- | ---------- | ----------- | ----------- | --- |
| 1.      | ي [-ī]     | نا [-nā]    | نا [-nā]    | m.  |
| 1.      | ي [-ī]     | نا [-nā]    | نا [-nā]    | f.  |
| 2.      | كَ [-ka]    | كما [-kumā] | كم [-kum]   | m.  |
| 2.      | كِ [-ki]    | كما [-kumā] | كنّ [-kunna] | f.  |
| 3.      | ه [-hu]    | هما [-humā] | هم [-hum]   | m.  |
| 3.      | ها [-hā]   | هما [-humā] | هنَّ [-hunna] | f.  |

### Használatuk
A birtokos személyragokat névszókhoz kapcsoljuk olyan esetekben, amikor a birtokosukat személyes névmással fejeznénk ki. Pl.: a kutyájuk = kalb•un (كلبٌ) + hum (هم) = kalbuhum (كلبهم). Az előbbi példából is látszik, hogy a kapcsolódás esetén eltűnik a határozatlanságot jelző nunáció (-n végződés) a névszó végéről. Az E/1 személyrag kapcsolódása esetén nem csak ez, hanem az esetet jelző magánhangzó is eltűnik. Pl.: a füzetem = daftar•un (دفترٌ) + ī (ي) → daftarī (دفتري). Ugyanígy eltűnik birtokos személyrag kapcsolódása esetén a kettős szám és az ép hímnemű többes szám toldalékának -n betűje. Pl.: az ápolóitok = mumarriḍūna (ممرضون) + kum (كم) → mumarriḍūkum (ممرضوكم).
A birtokos személyragokat prepozíciókhoz is kapcsolhatjuk. Pl.: veletek = maʿa (مع) + kum (كم) → maʿakum (معكم), tőled (nő) = min (من) + ki (كِ) = minki (منكِ). A két alif maksūrára végződő prepozíció (ilā: -hoz/-hez/-höz, felé; ʿalā: -on/-en/-ön, -ra/-re, terhére) utolsó betűje ay-já változik prepozíció kapcsolódása esetén. Pl.: rátok/rajtatok/terhetekre: ʿalā (على) + kum (كم) = alaykum (عليكم).
Ahogy a tárgyi személyragoknál, itt is érvényes az a szabály, hogy a -hu szótaggal kezdődő személyragok magánhangzója i/ī és y környezetében i-re változik. Pl.: felé (férfi) = ilā (إلى) + hu (هُ) → ilayhi (إليهِ). További változás, hogy az E/1 -ī végződés -ya-vá változik, ha ā után kapcsolódik. Pl.: a kezeim (sz.sz. a két kezem) = yadāni (يدان) + ī (ي) = yadāya (يداي).